# Terrore a Lakewood
Terrore a Lakewood è un film TV del 1977, diretto dal regista Robert Scheerer. Noto in versione originale anche con il titolo Ants, il film è conosciuto in italiano con il titolo alternativo Formiche - Terrore a Lakewood.

## Trama
Un esercito di formiche assale un albergo pieno di turisti.